# 鲍虎军
鲍虎军，浙江大学教授，主要从事计算机图形学、计算机视觉和虚拟现实等方面的研究。中国教育部第六批“长江学者”特聘教授，承担“973”等多个国家重点项目，授权国家发明专利10余项。在国际上首次提出了微分域几何计算理论和方法。